# Pneumonia química
Pneumonia química é uma doença pulmonar causada pela inalação de substâncias tóxicas, agressivas ao pulmão. Pode ser classificada como pneumonia por aspiração do suco gástrico, pneumonia por substâncias oleosas e pneumonias por derivados do petróleo..
A pneumonia é uma inflamação do parênquima pulmonar geralmente causada por vírus, as bactérias e os fungos, sendo a infecção pela bactéria Streptococcus pneumoniae (pneumococo) a causa mais frequente. A pneumonia química não é tão frequente como a infecciosa na comunidade, mas é uma preocupação constante no meio hospitalar.. 

## Tipos
A pneumonia química pode se manifestar de forma aguda ou crônica. Essa última corresponde a pneumonite de longa duração devido à exposição baixa de substâncias por um longo período, já aquela ocorre subitamente após a inalação em grande quantidade de substâncias toxicas . É importante ressaltar que as infecções respiratórias classificadas como agudas são responsáveis por um terço das mortes e metade das hospitalizações e consultas médicas entre menores de cinco anos nos países em desenvolvimento . A pneumonia de hipersensibilidade é uma doença/inflamação derivada de uma resposta imunológica secundária oriunda exposição ou inalação crônica de poeiras químicas .

## Causas
Uma das causas mais importantes desse distúrbio é a inalação de produtos incompletos da combustão, provenientes da fumaça, provocando o processo inflamatório das vias aéreas e, assim, uma lesão inalatória. A fumaça, resultante da queima de combustíveis, é uma mistura de gases e partículas, principalmente do material particulado. Esse pode causar a obstrução das vias aéreas pelo efeito direto de deposição e pela indução de broncoespasmo .

A superfície alveolar na idade adulta pode chegar ao tamanho de 260 m². Ademais, uma inflamação alveolar (figura 1), provocada pela penetração de um agente infeccioso ou irritante, que atrapalhe a hematose, pode ocasionar um quadro de pneumonia, ou seja, uma inflamação de grande porte. O processo inflamatório surge então como uma resposta do organismo a desordem instaurada no tecido, acarretando na produção de anticorpos específicos conta o agressor em questão. A ineficiência do organismo no combate à mazela pode elevar a inflamação aguda ao nível de crônica  .
Ademais, é imprescindível ressaltar que os gases podem ser divididos em dois grupos, conforme a ação da lesão: irritantes e asfixiantes. Os gases irritantes provocam lesão na mucosa por meio de reações de desnaturação ou oxidação, causando, assim, broncoespasmo, traqueobronquite química e edema pulmonar. Esses gases podem agir em diversos locais do corpo, ao depender da solubilidade deles em água. Já os gases asfixiantes são caracterizados pela retirada de oxigênio do meio, tanto pela diminuição da fração de oxigênio do ar inspirado quanto pela incapacidade de captar e distribuir o gás pelo sistema cardiovascular . 

## Sinais e sintomas
A intensidade da lesão das vias aéreas depende do tempo de exposição às substâncias tóxicas e do grau de agressividade dessas. Entretanto, o quadro clínico caracteriza-se por febre, calafrios, tosse, crepitantes, dificuldade para respirar, expectoração, dor torácica (pleurítica) e insuficiência respiratória . 

## Tratamento
Em relação ao tratamento desse tipo de pneumonia, é possível realizar a oxigenoterapia (tratamento recomendado em casos de doenças pulmonares e cardíacas por melhorar a respiração, metabolismo e força muscular) e, em alguns casos, o uso do ventilador mecânico. Além disso, também podem ser feitos procedimentos para a limpeza da traqueia, como aspiração e broncoscopia ─ permite o diagnóstico da lesão inalatória. Na maioria desses casos o uso de antibióticos não é curativo porque a lesão causada por substâncias químicas persiste.  .  